# Kurarua latipennis
Kurarua latipennis är en skalbaggsart som beskrevs av Holzschuh 1991. Kurarua latipennis ingår i släktet Kurarua och familjen långhorningar. Inga underarter finns listade i Catalogue of Life.